# Peter Schaeij
Peter Schaeij, född 22 april 1682, död okänt år, var en svensk tecknare. 
Han var son till politieborgmästaren i Karlshamn Petter Schaeij. Man antar att Schaeij studerat någon tid vid Uppsala och där kommit i kontakt med Olof Rudbeck. För Rudbecks botaniska praktverk Campus Elysii utförde han ett flertal illustrationer 1701-1702. Om hans senare levnadsöden finns inga bestämda uppgifter. 